# Daniel Gołębiewski
Daniel Gołębiewski (Wyszków, 15 luglio 1987) è un ex calciatore polacco, di ruolo attaccante.

## Carriera
Nel giugno 2011 viene ceduto in prestito al Górnik Zabrze.